# Adam Pierończyk
Adam Pierończyk (ur. 24 stycznia 1970 w Elblągu) – polski saksofonista jazzowy, kompozytor, producent muzyczny.

## Życiorys
Pochodzi z Braniewa; jego ojciec jest muzykiem, który grał na saksofonie i klarnecie; jako dziecko kilka lat uczył się gry na pianinie. Porzucił naukę gry na pianinie i rozpoczął naukę gry na saksofonie w wieku około 17–18 lat. Do 18 roku życia mieszkał w Braniewie, następnie z rodziną wyjechał do Niemiec. Absolwent Folkwang Universität der Künste w Essen. Dyrektor artystyczny festiwali Jazz aux Oudayas i Jazz Au Chellah w Rabacie (2005–2006), Sopot Jazz Festival (2011–2015), a od 2019 r. także Festival Jazz Juniors w Krakowie (2019–2023).  

## Nagrody
Dwukrotny laureat nagrody polskiego przemysłu fonograficznego Fryderyka (2 główne nagrody Fryderyk jako Jazzowy Muzyk Roku oraz za Jazzowy Album Roku za album Komeda: The Innocent Sorcerer), 18-krotnie nominowany do tej nagrody w 12 kategoriach pod własnym nazwiskiem. Kilkanaście razy z rzędu wybrany Najlepszym Saksofonistą Sopranowym według magazynu „Jazz Forum”.

## Twórczość
Gra na saksofonie tenorowym i sopranowym.
Koncertuje na całym świecie. Do tej pory występował w niemal całej Europie oraz w Kazachstanie, Kirgizji, Izraelu, Maroku, Iranie, Brazylii, USA, Meksyku, Chinach i Japonii.
Współpracował m.in. z takimi muzykami jak: 
Sam Rivers, Archie Shepp, Miroslav Vitous, Gary Thomas, Greg Osby, Bobby McFerrin, Jeff 'Tain' Watts, Trilok Gurtu, Mino Cinelu, Tomasz Stańko, Ted Curson, Adrian Mears, Ernst Reijseger, Wolfgang Puschnig, Lage Lund, Orlando Le Fleming, Joe Martin, Jean-Paul Bourelly, Majid Bekkas, Anthony Cox, Lars Danielsson, Nelson Veras, Anthony Joseph, John B. Arnold, Joey Calderazzo, Mircea Tiberian, Fisz Emade, Agata Zubel, Krzysztof Knittel, Marcin Wasilewski Trio i Leszek Możdżer.  
Pod własnym nazwiskiem wydał prawie 30 płyt, współpracuje z m.in. wytwórniami JazzWerkstatt, PAO Records, Meta Records, For Tune.
Komponuje także muzykę do spektakli teatralnych.

### Dyskografia
- Temathe – Water Conversations (1996, TEMATHE / Germany)[7]
- Leszek Możdżer, Adam Pierończyk – Anniversary Concert for Hestia (1996, DUX & Hestia / Poland)
- Adam Pierończyk Trio – Few Minutes in the Space (1997, GOWI Records / Poland)[8]
- Leszek Możdżer, Adam Pierończyk – Live in Sofia (1998, NOT TWO / Poland)[9]
- Adam Pierończyk, Ed Schuller, Jacek Kochan – Plastinated Black Sheep (1999, NOT TWO & HiFi / Poland)[10]
- Leszek Możdżer, Adam Pierończyk – 19-9-1999 (2000, Polish Institute in Kiev & J.R.C. Jazz / Ukraine)[11]
- Interzone Plays With Adam Pierończyk – Interzone Plays With Adam Pierończyk (2000, NOT TWO / Poland)[12]
- Adam Pierończyk – Plastiline Black Sheep feat. Johannes Fink, Maurice de Martin (2001, Meta Records / Germany)
- Adam Pierończyk – Digivoco feat. Gary Thomas (2001, PAO RECORDS / Austria)
- Adam Pierończyk – Amusos (2003, PAO RECORDS / Austria)[13]
- Adam Pierończyk Trio – Busem po Sao Paulo (2006, META Records / Germany)
- Adam Pierończyk Trio – Live in Berlin (2007, META Records / Germany)
- Adam Pierończyk Trio – Live at A38 DVD (2008, SP Records / Poland)
- Adam Pierończyk Quartet – El Buscador (2010, JazzWerkstatt Berlin / Germany)[14]
- Borys Szyc / Adam Pierończyk – Gajcy (2010, Muzeum Powstania Warszawskiego)
- Adam Pierończyk Quintet – Komeda – The Innocent Sorcerer (2010, JazzWerkstatt Berlin / Germany)[15]
- Adam Pierończyk – The Planet of Eternal Life (2013, JazzWerkstatt Berlin / Germany)
- Adam Pierończyk Quartet – A-Trane Nights (2014, For Tune / Poland)
- Adam Pierończyk – Migratory Poets feat. Anthony Joseph (2015, For Tune / Poland)
- Adam Pierończyk / Miroslav Vitouš – Wings (2015, For Tune / Poland)
- Adam Pierończyk – Monte Albán (2016, Jazzsound / Poland)
- Adam Pierończyk / Miroslav Vitouš – Ad-lib Orbits (2017, PAO Records, Austria)
- Adam Pierończyk / Miroslav Vitous – Live at NOSPR (2019, Jazz Sound / Poland)
- Adam Pierończyk - Oaxaca Constellation (2021, Jazz Sound / Poland)
- Adam Pierończyk / Jean-Paul Bourelly / Orlando le Fleming / Joe Martin - I'll Colour Around It (2021, Jazz Sound / Poland)
- Adam Pierończyk - Great Encounters (jako co-leader) – (2021, PWM / ANAKLASIS, Poland)
- Adam Pierończyk - SZYMANOWSKI / X-RAY (2022, PWM / ANAKLASIS, Poland)
- Adam Pierończyk - On The Way (2023, Jazz Sound / Poland)

## Nagrody i wyróżnienia
| Rok  | Kategoria                   | Tytułem                        | Nagroda        | Nota      | Źródło |
| ---- | --------------------------- | ------------------------------ | -------------- | --------- | ------ |
| 1997 | Najlepszy album jazzowy     | Few Minutes in the Space       | Fryderyki 1997 | Nominacja | [ 16 ] |
| 1997 | Jazzowy muzyk roku          | Adam Pierończyk                | Fryderyki 1997 | Nominacja | [ 16 ] |
| 1998 | Jazzowy muzyk roku          | Adam Pierończyk                | Fryderyki 1998 | Nominacja | [ 17 ] |
| 1998 | Jazzowy album roku          | Live in Sofia                  | Fryderyki 1998 | Nominacja | [ 17 ] |
| 2009 | Jazzowy muzyk roku          | Adam Pierończyk                | Fryderyki 2009 | Nominacja | [ 18 ] |
| 2011 | Jazzowy kompozytor roku     | Adam Pierończyk                | Fryderyki 2011 | Nominacja | [ 19 ] |
| 2011 | Jazzowy muzyk roku          | Adam Pierończyk                | Fryderyki 2011 | Laur      | [ 19 ] |
| 2011 | Jazzowy album roku          | El Buscador                    | Fryderyki 2011 | Nominacja | [ 19 ] |
| 2011 | Jazzowy album roku          | Komeda – The Innocent Sorcerer | Fryderyki 2011 | Laur      | [ 19 ] |
| 2016 | Album roku – muzyka jazzowa | Wings                          | Fryderyki 2016 | Nominacja | [ 20 ] |
| 2016 | Artysta roku                | Adam Pierończyk                | Fryderyki 2016 | Nominacja | [ 20 ] |
| 2017 | Album roku – muzyka jazzowa | Monte Albán                    | Fryderyki 2017 | Nominacja |        |